# 주격
주격(主格, 영어: nominative case, 약어 NOM)은 명사나 그 밖의 품사가 받는 격의 하나로, 문장의 주어를 나타낸다. 한국어 문장 “영희가 귤을 먹었다.”에서 ‘가’가 주격을 나타낸다.
일반적으로 명사가 사전에 실릴 때는 주격 형태로 실린다.

## 어원
주격을 뜻하는 영어 단어 ‘nominative’는 라틴어 ‘cāsus nominātīvus’(‘이름하는 격’)에서 왔다. 이 라틴어 표현은 고대 그리스어 ‘ὀνομαστικὴ πτῶσις’(onomastikḗ ptôsis, ‘이름하는 굴절’)를 번역한 것이다. 디오니시오스 트락스는 저서 《문법의 예술》에서 주격을 ‘곧다’는 뜻의 ‘orthē’ 또는 ‘eutheîa’라고 불렀고 주격이 아닌 나머지 격(사격)들을 ‘굽은’ 격이라 불러 구분했다.

## 같이 보기
- 속격
- 여격
- 대격